# Phillips-Nunatakker
Die Phillips-Nunatakker sind eine Reihe von Nunatakkern im ostantarktischen Enderbyland. Sie bilden 13 km südöstlich des Douglas Peak einen Gebirgskamm.
Das Antarctic Names Committee of Australia benannte sie 1976 nach Mike Phillips, Wetterbeobachter auf der Mawson-Station 1972 und 1975 sowie auf der Casey-Station im Jahr 1978.